# Welsbach (Unstrut)
Der Welsbach ist ein Bach im Unstrut-Hainich-Kreis in Thüringen. Nach Angaben des Thüringer Landesamt für Umwelt, Bergbau und Naturschutz zählt er zu den Fließgewässern der 2. Ordnung.

## Verlauf
Er entspringt in den Heilinger Höhen und fließt durch die Orte Kleinwelsbach und Großwelsbach. Gleichzeitig ist das Gewässer auch der Namensgeber der beiden Orte. Der Bach mündet in Thamsbrück in die Unstrut.

## Herkunft des Namens
Früher sollen im Welsbach einmal Welse gelebt haben. Daher soll das Gewässer seinen Namen tragen.

## Hochwasser
Der Bach war nach der Schneeschmelze oder nach starken Unwettern oft randvoll. Dadurch kam es oft zu verheerenden Hochwassern.